# Paulene Myers
Pour les articles homonymes, voir Myers.
Paulene (Elenora) Myers, née le 9 novembre 1913 à Ocilla (Géorgie) et morte le 8 décembre 1996 à Chester (Pennsylvanie), est une actrice américaine (parfois créditée Pauline Myers ou Pauline Meyers).

## Biographie
Paulene Myers débute au théâtre et joue notamment à Broadway (New York) dans sept pièces entre 1933 et 1954, dont The Naked Genius de Gypsy Rose Lee (1943, avec Joan Blondell et Millard Mitchell), Dear Ruth (en) de Norman Krasna (1944-1946, avec Virginia Gilmore et Bartlett Robinson) et Take a Giant Step de Louis S. Peterson (en) (1953, avec Louis Gossett Jr. et Estelle Evans).
Au cinéma, après deux courts métrages de 1938 et 1941, son premier long métrage (où elle tient un petit rôle non crédité) est Boomerang ! d'Elia Kazan (1947, avec Dana Andrews et Jane Wyatt).
Dans Take a Giant Step de Philip Leacock (adaptation de la pièce éponyme précitée, 1959, avec Johnny Nash et Ruby Dee), elle reprend son rôle créé à Broadway. Ultérieurement, mentionnons Shock Treatment de Denis Sanders (1964, avec Stuart Whitman et Carol Lynley), L'Arnaque de George Roy Hill (1973, avec Paul Newman et Robert Redford), Les Chaînes du sang de Robert Mulligan (1978, avec Paul Sorvino et Tony Lo Bianco) et Mon cousin Vinny de Jonathan Lynn (son dernier film, 1992, avec Joe Pesci et Marisa Tomei).
À la télévision américaine, outre neuf téléfilms (1953-1985), Paulene Myers contribue à quarante-et-une séries, depuis Studio One (un épisode, 1956) jusqu'à Cosby Show (un épisode, 1992), après quoi elle se retire (elle meurt quatre ans après à 83 ans, en 1996). Entretemps, citons Le Jeune Docteur Kildare (quatre épisodes, 1965), Dossiers brûlants (un épisode, 1974) et L'Incroyable Hulk (un épisode, 1979).

## Théâtre à Broadway (intégrale)
- 1933 : Growing Pains d'Aurania Rouverol, mise en scène d'Arthur Lubin : Sophie
- 1936 : Plumes in the Dust de Sophie Treadwell : Lou
- 1942-1943 : The Willow and I de John Patrick : Mabel
- 1943 : The Naked Genius de Gypsy Rose Lee, production de Michael Todd, mise en scène de George S. Kaufman : Angela
- 1944-1946 : Dear Ruth (en) de Norman Krasna, mise en scène de Moss Hart : Dora
- 1953 : Take a Giant Step de Louis S. Peterson (en), costumes de Ruth Morley : Violet (rôle repris au cinéma en 1959 : voir sa filmographie)
- 1954 : Anniversary Waltz de Jerome Chodorov et Joseph Fields, mise en scène de Moss Hart : Millie[2]

## Filmographie partielle

### Cinéma
- 1947 : Boomerang ! d'Elia Kazan : une servante
- 1957 : Le Carnaval des dieux (Something of Value) de Richard Brooks : une Kikuyu
- 1958 : How to Make a Monster d'Herbert L. Strock : Millie
- 1959 : Take a Giant Step de Philip Leacock : Violet
- 1960 : Les Jeunes Loups (All the Fine Young Cannibals) de Michael Anderson : une infirmière
- 1962 : Du silence et des ombres (To Kill a Mockingbird) de Robert Mulligan : Jesse, la servante de Mme Dubose
- 1964 : Shock Treatment de Denis Sanders : Dr Walden
- 1964 : Le Crash mystérieux (Fate Is the Hunter) de Ralph Nelson : une mère
- 1964 : Honeymoon Hotel de Henry Levin
- 1964 : Dear Heart de Delbert Mann : la fleuriste
- 1965 : Le Témoin du troisième jour (The Third Day) de Jack Smight : Hannah, la servante
- 1969 : Virages (Winning) de James Goldstone : une femme de ménage
- 1969 : L'Homme perdu (The Lost Man) de Robert Alan Aurthur : la grand-mère
- 1970 : Tick... Tick... Tick et la violence explosa (...tick...tick...tick...) de Ralph Nelson : Mme Harley
- 1972 : Lady Sings the Blues de Sidney J. Furie : Mme Edson
- 1973 : L'Arnaque (The Sting) de George Roy Hill : Alva Coleman
- 1978 : Les Chaînes du sang (Bloodbrothers) de Robert Mulligan : Mme Pitt
- 1992 : Mon cousin Vinny (My Cousin Vinny) de Jonathan Lynn : Constance Riley

### Télévision

#### Séries
- 1956 : Studio One, saison 8, épisode 22 Manhattan Duet : Louise
- 1964 : Suspicion (The Alfred Hitchcock Hour), saison 2, épisode 29 Bed of Roses de Philip Leacock : Celeste
- 1965 : Le Jeune Docteur Kildare (Dr. Kildare)
  - Saison 4, épisode 18 Please Let My Baby Live de Leo Penn et épisode 28 The Time Buyers de John Newland : une radiologue
  - Saison 5, épisode 21 A Gift of Love (une radiologue) d'Herschel Daugherty et épisode 29 With This Ring (Dr Jean Sackley) de Michael Ritchie
- 1969 : Mannix, saison 2, épisode 22 Les Derniers Sacrements (Lat Rites for Miss Emma) : Mme Johnson
- 1969 : Gunsmoke ou Police des plaines (Gunsmoke ou Marshal Dillon), saison 14, épisode 24 The Good Samaritans de Bernard McEveety : Mama Olabelle
- 1971-1972 : Docteur Marcus Welby (Marcus Welby, M.D.)
  - Saison 3, épisode 15 Cross-Match (1971) de Marc Daniels : Mme Greer
  - Saison 4, épisode 6 He Could Sell Iceboxes to Eskimos (1972) : une femme de ménage
- 1971-1974 : Room 222
  - Saison 3, épisode 13 Try Love Me, They Love Not (1971) : Mme Patterson
  - Saison 5, épisode 15 Jason and Big Mo (1974) d'Allen Baron : Mme Thomas
- 1974 : L'Homme de fer (Ironside), saison 7, épisodes 24 et 25 Une femme aux commandes, 1re et 2e parties (Amy Prentiss, Parts I & II) de Boris Sagal : Ruby North
- 1974 : Dossiers brûlants (Kolchak: The Night Stalker), saison unique, épisode 2 Le Zombie (The Zombie) : Mamalois Edmonds
- 1975 : The Jeffersons, saison 1, épisode 1 A Friend in Need de Jack Shea : Diane Stockwell
- 1975 : L'Homme invisible (The Invisible Man), saison unique, épisode 8 L'Innocent (Go Directly to Jail) : Mme McCallister
- 1975 : Police Story, saison 3, épisode 9 Little Boy Lost d'Alexander Singer : Clara
- 1975 : All in the Family, saison 6, épisode 12 Archie's Civil Rights de Paul Bogart : Juge Frances MacKenzie
- 1975 : Sergent Anderson (Police Woman), saison 3, épisode 13 Noir et blanc (Incident Near a Black and White) d'Herschel Daugherty : la vieille dame
- 1978 : La Famille des collines (The Waltons), saison 6, épisode 18 The Family Tree de Lawrence Dobkin : MmeNelson
- 1979 : L'Incroyable Hulk (The Incredible Hulk), saison 3, épisode 10 Babalao : Selene
- 1982 : Quincy (Quincy, M.E.), saison 7, épisode 20 Expert in Murder : Juge Scharf
- 1992 : Cosby Show, saison 8, épisode 14 Ça va barder (The Price Is Wrong) de Malcolm-Jamal Warner : Pauline

#### Téléfilms
- 1968 : Shadow on the Land de Richard C. Sarafian : Mme Webber
- 1971 : Marriage: Year One de William A. Graham : Mme Evans
- 1975 : Attack on Terror: The FBI vs. the Ku Klux Klan de Marvin J. Chomsky : Mme Gilmore
- 1980 : Angel City de Philip Leacock : Bertha
- 1982 : Benny's Place de Michael Schultz : Mlle Atty Carter
- 1985 : Brass de Corey Allen : Lucy Ward

### Autres liens externes
- Notices d'autorité :   - VIAF
  - LCCN
  - WorldCat
- Ressources relatives à l'audiovisuel :   - AllMovie
  - Allociné
  - IMDb
  - Korean Movie Database
- Ressource relative au spectacle :   - Internet Broadway Database